# Ny-Friesland
Koordinaten: 79° 24′ N, 17° 33′ O

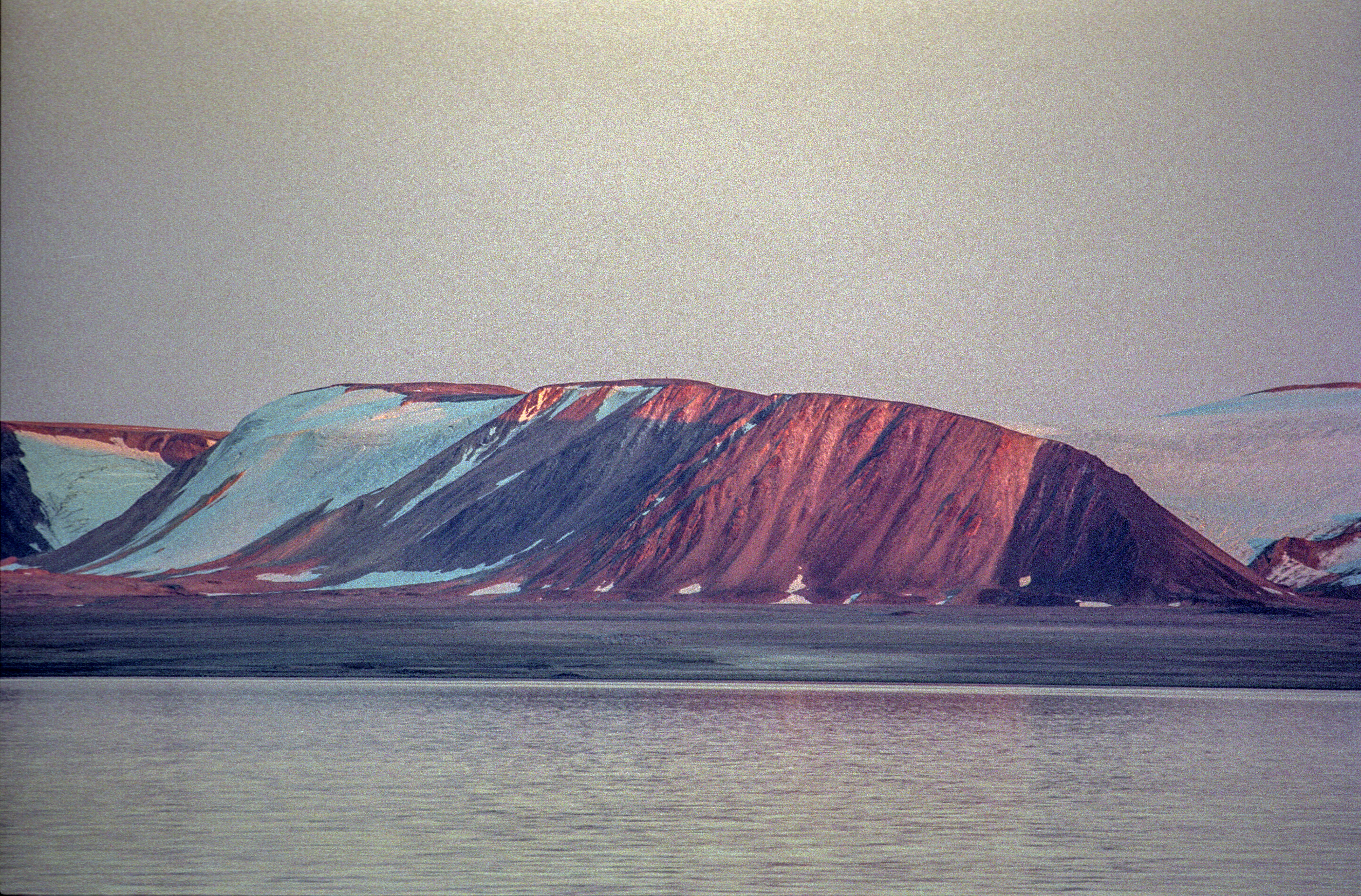
Olympen an der Hinlopenstraße

Ny-Friesland ist eine Landschaft im Nordosten von Spitzbergen, Svalbard. 

## Geografie
Die Landzunge erstreckt sich bis über den 80. Längengrad. Verlegenhuken am Nordende von Ny-Friesland ist gleichzeitig der nördlichste Punkt der ganzen Insel – nicht aber von ganz Svalbard. Im Osten wird Ny-Friesland von der Hinlopenstraße begrenzt, auf deren gegenüberliegender Seite sich die Insel Nordaustlandet befindet. Im Süden wird Ny-Friesland durch eine Linie vom Vaigattbogen (Bucht in der Hinlopenstraße) über Oslobreen und Kvitbreen, dann südlich zum Keplerbreen und Lomonosovfonna und schließlich vom Mittag-Lefflerbreen begrenzt. Die westliche Grenze bildet der Wijdefjorden. 
Im Südosten liegt Olav-V-Land, im Süden Bünsow-Land, und im Südwesten, jenseits der Meerenge über den Mittag-Lefflerbreen, Dickson-Land. 
Im Süden von Ny-Friesland liegen die beiden höchsten Berge Svalbards, der Newtontoppen (1713 m) und der Perriertoppen (1712 m). Dort ist das Gelände sehr zerklüftet und steile Felswände machen die Eiswüste schwer durchquerbar. Im Norden befinden sich mit dem Åsgardfonna und dem Valhallfonna zwei große Gletscher.
Es gibt keine Siedlungen in Ny-Friesland, Expeditionen hierher müssen dem Sysselmann (Gouverneur) gemeldet werden. Der östliche Küstenstreifen gegen die Hinlopenstraße gehört zum Nordost-Svalbard-Naturreservat. Die Küstengebiete auf beiden Seiten der innersten Bucht des Wijdefjorden bilden den Indre Wijdefjorden-Nationalpark. 
Arve Staxrud (1881–1933) war der Erste, der Ny-Friesland durchquerte, als er 1913 den Überlebenden der Deutschen Arktischen Expedition unter Leitung von Herbert Schröder-Stranz im Sorgfjorden zu Hilfe kam.

## Etymologie
Ny-Friesland hat seinen Namen von Friesland in den Niederlanden.